# Centros Históricos de Stralsund e Wismar
Os centros históricos das cidades de Stralsund e Wismar fazem parte do Patrimônio Mundial, da UNESCO desde 2002, pela sua importância histórica e pela arquitetura sui generis
Dentre algumas obras arquitetônicas podemos destacar:

## Stralsund
- Igreja de São Nicolau (Nikolaikirche), construída entre 1270 e 1360
- Igreja de São Tiago (Jakobikirche), do século XIV
- Igreja de Santa Maria (Marienkirche), construída entre 1383 e 1473, em estilo gótico
- Monastério de Santa Catarina (Katharinenkloster)
- Monastério Franciscano (Johanniskloster)

## Wismar
- Praça do Mercado (a maior praça da Alemanha)
- Igreja de Santa Maria (Marienkirche)
- O Fürstenhof, uma residência antiga dos duques

## Galeria

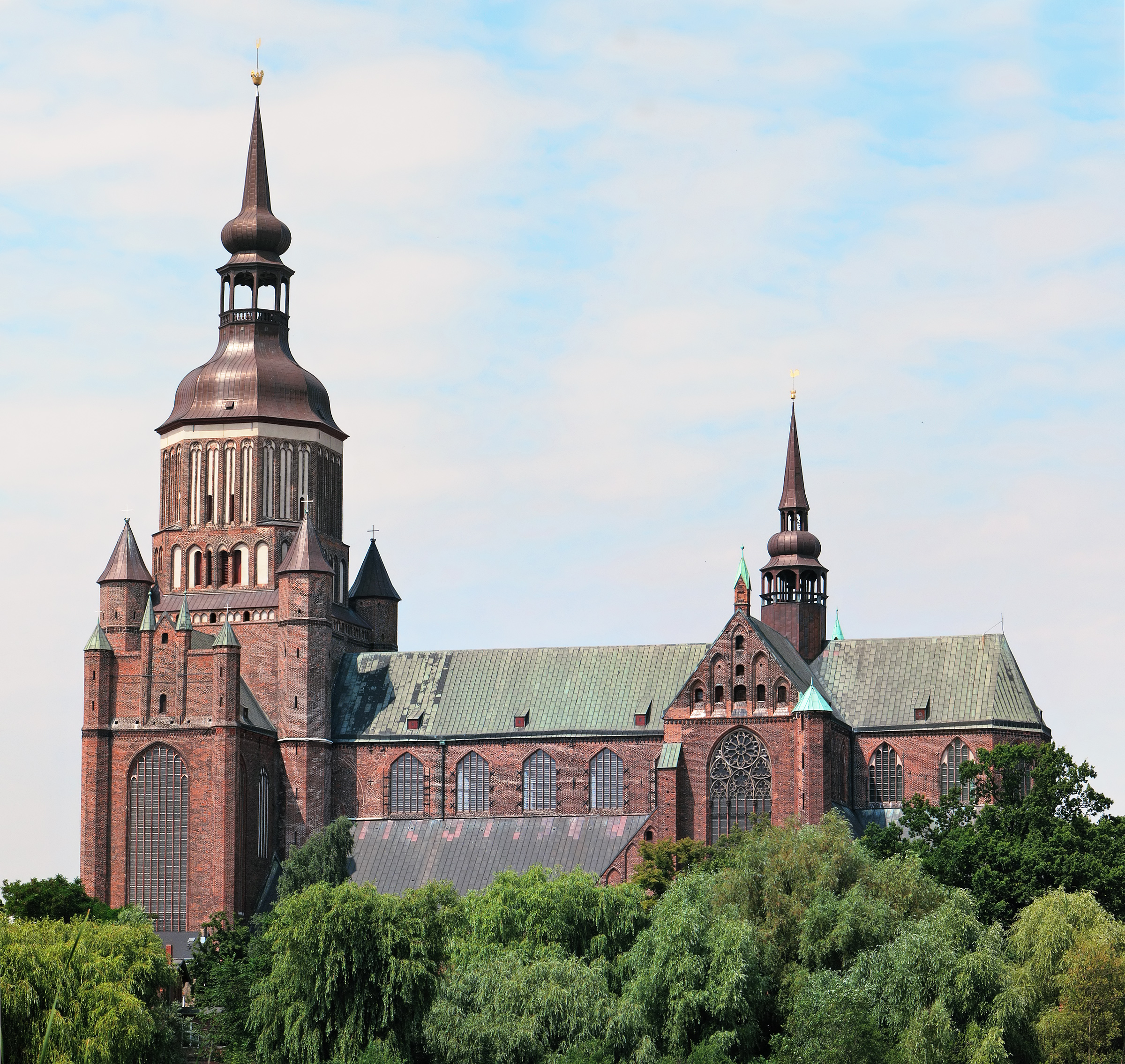
Igreja de Santa Maria (Marienkirche) - Stralsund
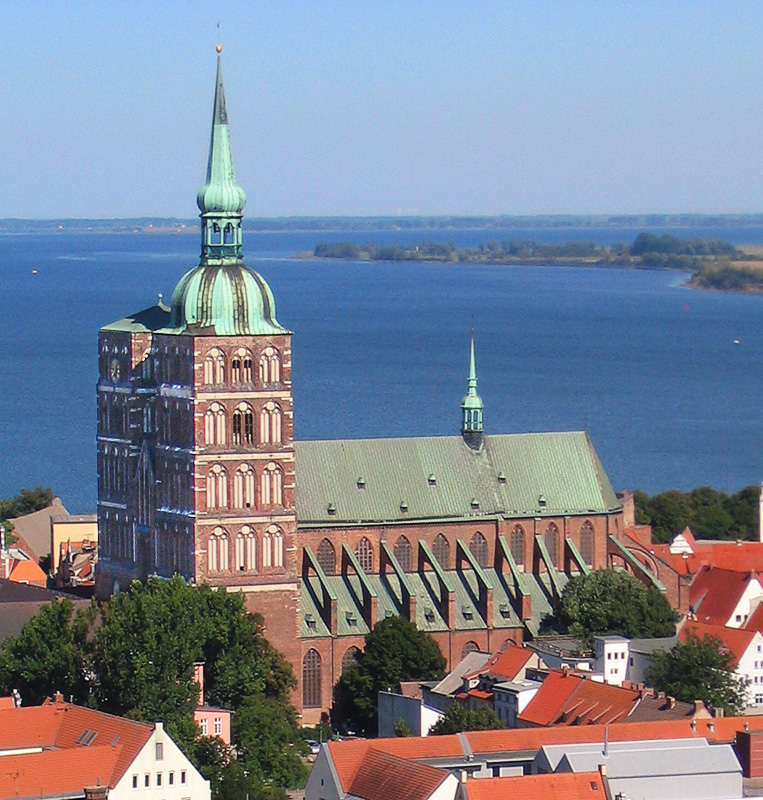
Igreja de São Nicolau (Nikolaikirche) - Stralsund
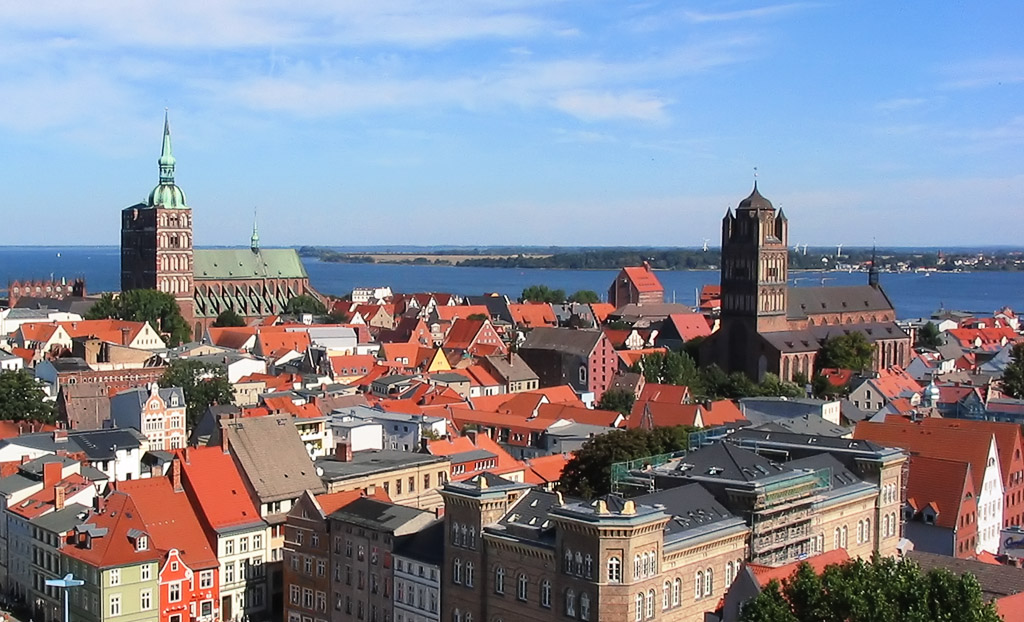
Foto panorâmica de Stralsund
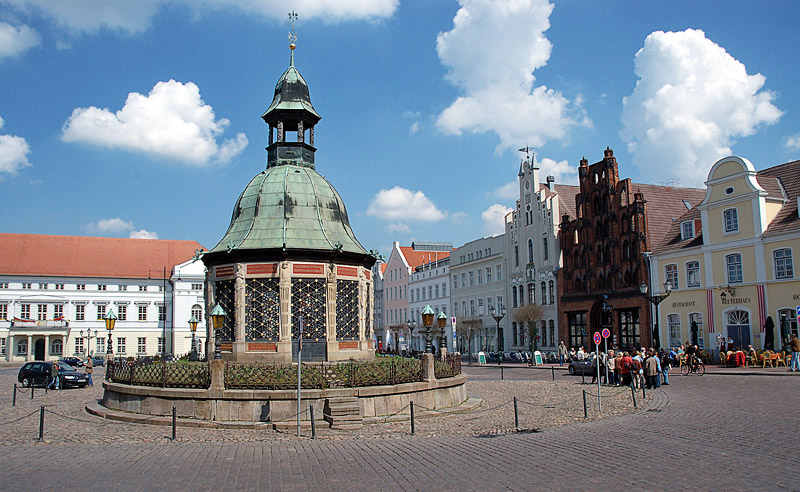
Praça do Mercado - Wismar
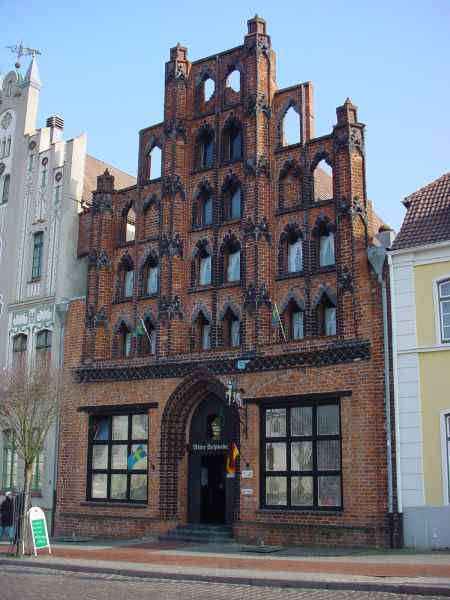
Alter Schwede - Wismar